# 20th Century Boys (ban nhạc)
20th Century Boys là một ban nhạc có sự kết hợp giữa heavy metal của giọng ca chính người Đức Michael Bormann đến từ Jaded Heart và Michael Voss đến từ Mad Max. Bộ đôi đã thu âm 11 bài hát của T. Rex như một lời tri ân tới Marc Bolan và phát hành chúng dưới dạng album mang tên Beware of the Rex! vào năm 2004. Đây chỉ là dự án một lần của Bormann và Voss.